# Верхньокринська сільська рада
Верхньокринська сільська́ ра́да — колишній орган місцевого самоврядування у складі Совєтського району Макіївки Донецької області. Адміністративний центр — село Верхня Кринка.

## Загальні відомості
- Населення ради: 1665 осіб (станом на 2001 рік)

## Населені пункти
Сільській раді були підпорядковані населені пункти:
- с. Верхня Кринка
- с-ще Алмазне
- с. Красна Зоря
- с-ще Монахове
- с-ще Новий Світ
- с-ще Новомар'ївка
- с. Новоселівка

## Склад ради
Рада складалася з 16 депутатів та голови.
- Голова ради: Гудков Геннадій Іванович

### Депутати
За результатами місцевих виборів 2010 року депутатами ради стали:

#### За суб'єктами висування
| Суб'єкт висування | Кількість обраних депутатів | %   |
| ----------------- | --------------------------- | --- |
| Партія регіонів   | 16                          | 100 |

#### За округами
| № округу        | Прізвище, ім'я, по батькові       | Дата визнання обраним | Освіта         | Партійна приналежність | Відомості про обраного депутата                                      |
| --------------- | --------------------------------- | --------------------- | -------------- | ---------------------- | -------------------------------------------------------------------- |
| Партія регіонів |                                   |                       |                |                        |                                                                      |
| 1               | Джугостранський Петро Сергійович  | 03.11.2010            | Освіта вища    | член Партії регіонів   | ПП «Мрія», механізатор                                               |
| 2               | Чеканін Микола Миколайович        | 03.11.2010            | Освіта вища    | позапартійний          | пенсіонер                                                            |
| 3               | Самойленко Іван Іванович          | 03.11.2010            | Освіта вища    | член Партії регіонів   | Донецька залізниця, монтер сигналізації                              |
| 4               | Конюхов Руслан Вікторович         | 03.11.2010            | Освіта вища    | член Партії регіонів   | шахта «Північна», прохідник                                          |
| 5               | Бецький Юрій Іванович             | 03.11.2010            | Освіта середня | член Партії регіонів   | Харцизьке ТМР, єгер                                                  |
| 6               | Співаков Микола Петрович          | 03.11.2010            | Освіта вища    | позапартійний          | шахта ім. Кірова, прохідник                                          |
| 7               | Співакова Надія Іванівна          | 03.11.2010            | Освіта середня | член Партії регіонів   | пенсіонер                                                            |
| 8               | Симакова Наталія Григорівна       | 03.11.2010            | Освіта вища    | член Партії регіонів   | Макіївська загальноосвітня школа № 104, вчитель початкових класів    |
| 9               | Бреус Анна Олександрівна          | 03.11.2010            | Освіта вища    | член Партії регіонів   | тимчасово не працює                                                  |
| 10              | Балєва Галина Миколаївна          | 03.11.2010            | Освіта вища    | член Партії регіонів   | Верхньокринська сільська бібліотека, бібліотекар                     |
| 11              | Лесніков Олександр Миколайович    | 03.11.2010            | Освіта вища    | позапартійний          | пенсіонер                                                            |
| 12              | Хотюн Микола Миколайович          | 03.11.2010            | Освіта вища    | член Партії регіонів   | ВАТ ЄМЗ, монтер залізниці                                            |
| 13              | Щербакова Лілія Олександрівна     | 03.11.2010            | Освіта вища    | член Партії регіонів   | Верхньокринська сільська рада, спеціаліст військово-облікового столу |
| 14              | Купачова Наталія Іванівна         | 03.11.2010            | Освіта вища    | член Партії регіонів   | Макіївська загальноосвітня школа № 104, вчитель історії              |
| 15              | Поправка Світлана Іванівна        | 03.11.2010            | Освіта вища    | член Партії регіонів   | тимчасово не працює                                                  |
| 16              | Швидавченко Наталія Олександрівна | 03.11.2010            | Освіта вища    | член Партії регіонів   | Верхньокринська сільська рада, секретар                              |